# Von Segebaden
Ätten von Segebaden är tysk uradel namnkunniga sedan 900-talet. Inflyttningen till Sverige skedde i två omgångar på 1700-talet, där den första inflyttningen erhöll svensk friherrlig värdighet. Den grenen är numera utdöd. 
En släktmedlem, Henric Gutzloff von Segebaden, introducerades 1731 på Riddarhuset med nummer 1852 bland adliga ätter. Denna ättegren dog ut på svärdssidan med sonen Carl Otto 1795, som också fick friherrlig värdighet med nummer 285. Två ointroducerade grenar, kallade Västgötagrenen och Smålandsgrenen fortlever.
I april 2016 uppgav Statistiska centralbyrån att 81 personer med efternamnet var bosatta i Sverige.

## Personer med efternamnet von Segebaden
- Carl Otto von Segebaden (1718–1795), friherre, landshövding, generallöjtnant
- Eva von Segebaden (1759–1843), grevinna och brodös
- Gustaf von Segebaden (1852–1934), stadsplaneingenjör
- Gustav von Segebaden (1890–1921), flygpionjär
- Henric Gutzloff von Segebaden (1690–1745), ryttmästare, naturaliserad svensk adelsman